# ライブ・アット・モントルー 1976
『ライブ・アット・モントルー 1976』（原題: Live at Montreaux 1976）は、アメリカ合衆国のエレクトリック・ジャズ・バンドであるウェザー・リポートが1976年7月6日にスイスで行われた「モントルー・ジャズ・フェスティバル」出演時におけるカジノ・ホールでのライブ演奏をフランスのテレビ局が収録したライブ映像作品。ジャコ・パストリアスがウェザー・リポートに加入して間もない時期のライブでもある。
2007年、ビデオアーツ・ミュージックがリリースした映像作品が初のオフィシャル映像商品となる。映像の根本的なクリア化が行われていて、サウンドの方もDVD製品レベルにまで高音質化されている。ウェザー・リポートとジャコ・パストリアスに関しては、現在も粗悪で様々な海賊版が横行しているので、今作品の映像とオーディオ・フォーマットはそれらを駆逐出来る作品となっている。

## 収録曲
| #   | タイトル                                                                                     | 作詞 | 作曲                             |
| --- | -------------------------------------------------------------------------------------------- | ---- | -------------------------------- |
| 1.  | 「エレガント・ピープル - "Elegant People"」                                                  |      | ショーター                       |
| 2.  | 「スカーレット・ウーマン - "Scarelet Woman"」                                                |      | ジョンソン/ショーター/ザヴィヌル |
| 3.  | 「バーバリー・コースト - "Barbary Coast"」                                                   |      | パストリアス                     |
| 4.  | 「ポートレイト・オブ・トレイシー - "Portrait of Tracy"」                                     |      | パストリアス                     |
| 5.  | 「キャノン・ボール - "Cannon Ball"」                                                         |      | ザヴィヌル                       |
| 6.  | 「ブラック・マーケット - "Black Market"」                                                    |      | ザヴィヌル                       |
| 7.  | 「ドラム・アンド・パーカッション・デュエット - "Drums and Percussions Deut"」                |      | バドレーナ/アクーニャ            |
| 8.  | 「ピアノ・アンド・サックス・デュエット - "Piano and Saxophone Duet"」                        |      |                                  |
| 9.  | 「ドクター・オノリス・コーザ・アンド・ディレクションズ - "Dr. Honoris Causa and Direction"」 |      |                                  |
| 10. | 「バディアの楼閣 - "Badia"」                                                                 |      | ザヴィヌル                       |
| 11. | 「ジブラルタル - "Gibralter"」                                                               |      | ザヴィヌル                       |

## 録音メンバー
- ジョー・ザヴィヌル (Joe Zawinul) - キーボード
- ウェイン・ショーター (Wayne Shorter) - サクソフォーン
- ジャコ・パストリアス (Jaco Pastorius) - フレットレス・ベース
- アレックス・アクーニャ (Alex Acuna) - ドラム
- マノロ・バドレーナ (Manolo Badrena) - パーカッション

## スタッフ
- Executive Producer for Montreux Sounds™ SA: Claude Nobs
- Executve Producer for Eagle Rock Entertainment Ltd: Terry Shand, Geoff Kempin
- Video Post-Production Montreux Sounds™: Eric Glardon
- Audio Post-Production, MTX Mastering Studio Montreux Sounds™: Jean Ristori
- Post-Production Co-ordination, Montreux Sounds™: Andree Buchler
- Director, Montreux Sounds™: Thierry Amsallem
- Product Consultant for Eagle Vision: Ian Rowe
- Production Co-ordinators for Eagle Vision: Claire Higgins, Abbi Welch
- Production Associates for Eagle Vision: Melissa Roy, Rosie Holley

## フォーマット
映像フォーマット
カラー、MPEG-2 / NTSC、片面一層
サウンド・フォーマット
Linear PCM、Stereo
Dolby Digital 5.1、Surround
DTS 5.1、Surround